# Erato
Erato (starogrško starogrško Ἐρατώ: Erató) je bila muza ljubezenske poezije v grški mitologiji. Običajno je predstavljena z liro. Imela je sina Azana. Bila je ena od 9 muz, ki so spremljale grškega boga Apolona, ter ga navdihovale.
Po njej se imenuje tudi asteroid 62 Erato.